# ティム・オマリー
ティム・オマリー（Tim O'Malley、1994年8月21日 - ）は、ユナイテッド・ラグビー・チャンピオンシップ、ゼブレに所属するラグビー選手。

## プロフィール
- ニュージーランド・パエラウ出身[1]。
- ポジションはスタンドオフ(SO)、センター(CTB)。
- 身長は186cm、体重は96kg。

## 略歴
タスマン、ユタ・ウォリアーズを経て、2019年、NECグリーンロケッツに加入。
2020年1月18日にジャパンラグビートップリーグ第2節日野レッドドルフィンズ戦に先発出場で日本での公式戦初出場を果たす。
同年4月、NECグリーンロケッツ退団後、ハイランダーズを経て、2021年、ダラス・ジャッカルズに加入予定だったが、同年9月に契約解除してゼブレに加入。